# Hôtel Victoria (Royat-les-Bains)

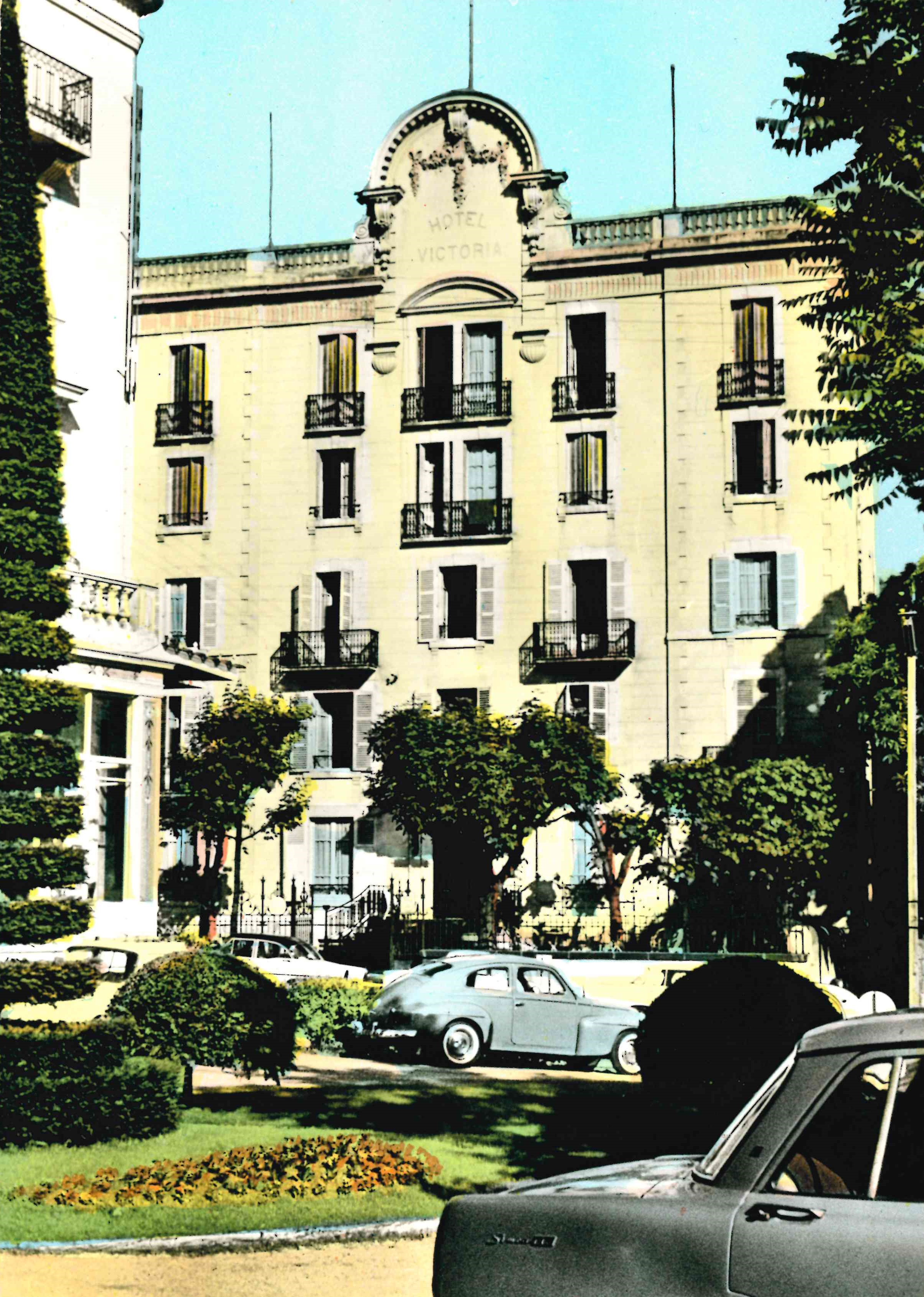
L'hôtel Victoria dans les années 1960.

Vous pouvez aider à l'améliorer ou bien discuter des problèmes sur sa page de discussion.
- Son admissibilité est à vérifier. Motif : Absence de sources prouvant que l'article respecte les WP:CAA. Vous êtes invité à le compléter pour expliciter son admissibilité, en y apportant des sources secondaires de qualité. (Marqué depuis février 2025)
- Il est orphelin : moins de trois articles lui sont liés. Aidez à ajouter des liens en plaçant le code [[Hôtel Victoria (Royat-les-Bains)]] dans les articles relatifs au sujet. (Marqué depuis février 2025)

 (février 2025).
L'hôtel Victoria, anciennement hôtel Victoria et de Nice, était un hôtel actif jusqu'en 2012 dans la ville de Royat, dans le Puy-de-Dôme.

## Origines
Le nom de l’hôtel pourrait être un hommage direct à la reine Victoria (1819-1901), montée sur le trône du Royaume-Uni de Grande-Bretagne et d’Irlande en 1837 (elle sera ensuite reine du Canada, d’Australie, et impératrice des Indes). La venue de son fils, le prince de Galles, futur Édouard VII (1841-1910), au Grand-Hôtel Majestic Palace de Royat, consacre la popularité de la station en tant que villégiature d’été pour les curistes britanniques, qui vont bientôt former une véritable « colonie » dont la manifestation encore vivante est la chapelle anglicane de Royat, située derrière le bureau du Poste au 1 bis, avenue Jean Heitz, l'hôtel Régina, ou encore la villa des Anglais située au 28 du boulevard Barrieu.
D'après les cartes postales les plus anciennes, on constate une apparence très differente de celle que l'on connait aujourd'hui.

## Première Guerre mondiale
Durant la guerre, l’hôtel accueille des troupes américaines, les Sammies, dans le contexte sanitaire de la grippe espagnole.

## Modification du bâtiment

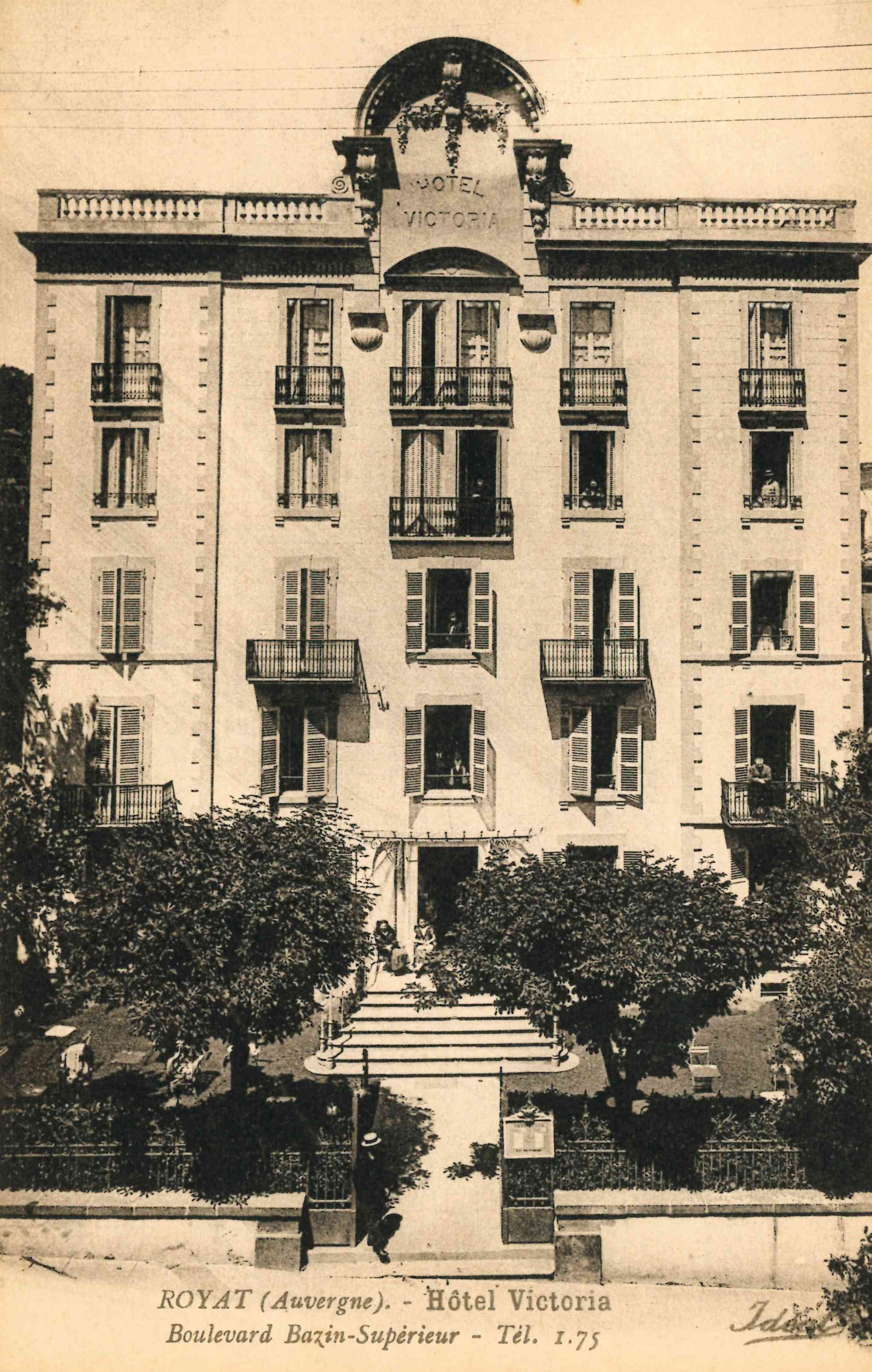
La nouvelle façade de l'hôtel Victoria dans les années 1920.

## Seconde Guerre mondiale
Le 3 août 1940, après la défaite des armées françaises, l'hôtel Victoria est réquisitionné par le préfet du Puy-de-Dôme, afin d'y loger les membres du Conseil d’État (dont le siège se trouve à l’hôtel thermal de Royat). Ils ne prendront possession des lieux qu'à partir du 14 août 1940.
À cette occasion, l'hôtel sera équipé par le génie, d'un système de chauffage électrique dans chaque chambre. Royat étant une station thermale estivale, l'établissement ne bénéficiait pas de cet équipement jusqu'alors.
Après l'invasion de la zone libre le 11 novembre 1942 à la suite du débarquement allié en Afrique du Nord française, le lieu est réquisitionné par les autorités allemandes. Elles l'occuperont du 1er décembre 1942 au 27 août 1944, date de la Libération de Clermont-Ferrand.

## Déclin et transformation en copropriété
L’activité hôtelière perdurera ensuite, avant de fermer définitivement en 2012 pour être transformé en copropriété, et accueillir de nouveaux habitants dès 2015.

Hôtel Victoria
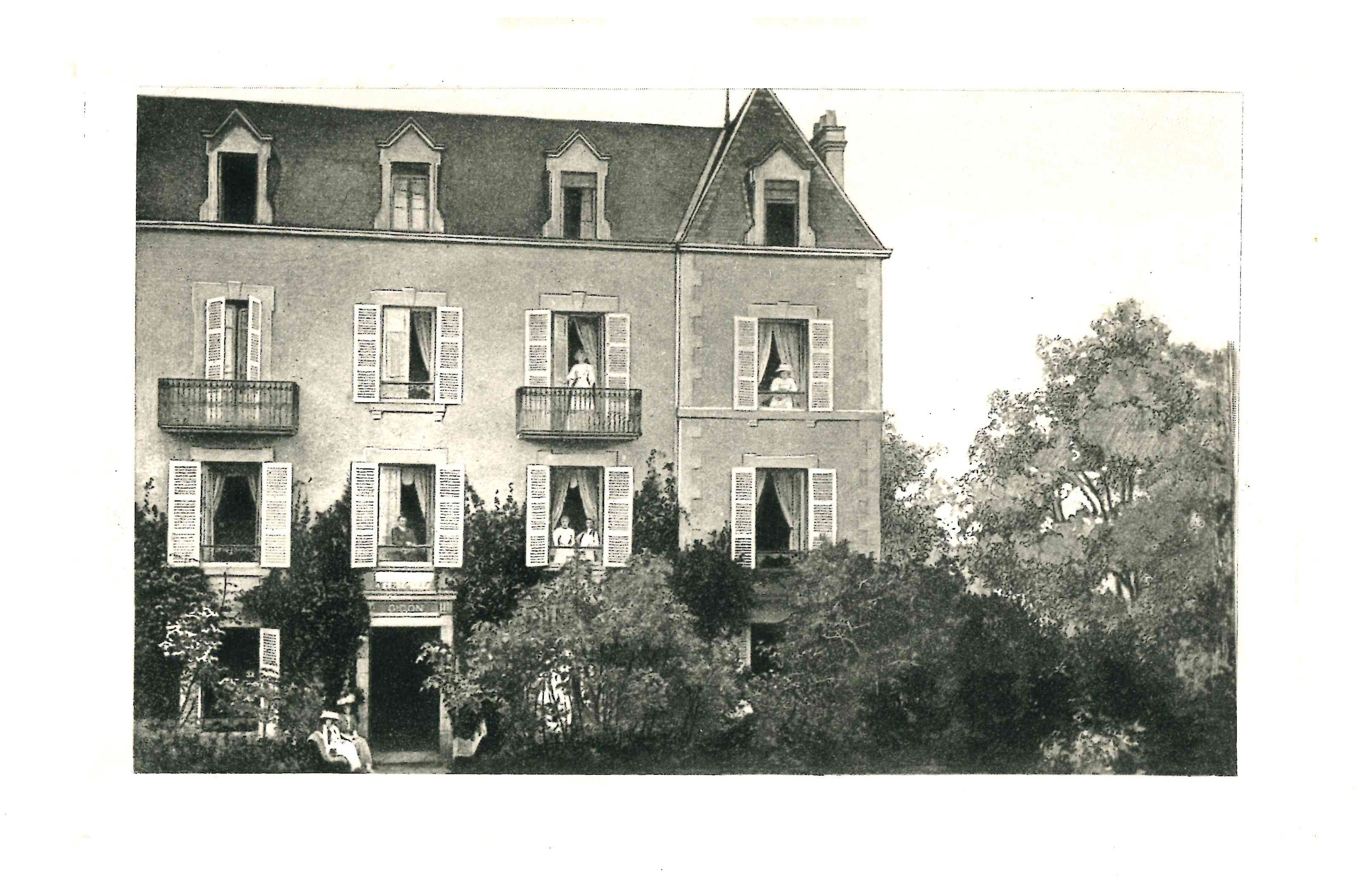
Première carte postale connue de l'hôtel Victoria, présenté dans sa forme originelle.
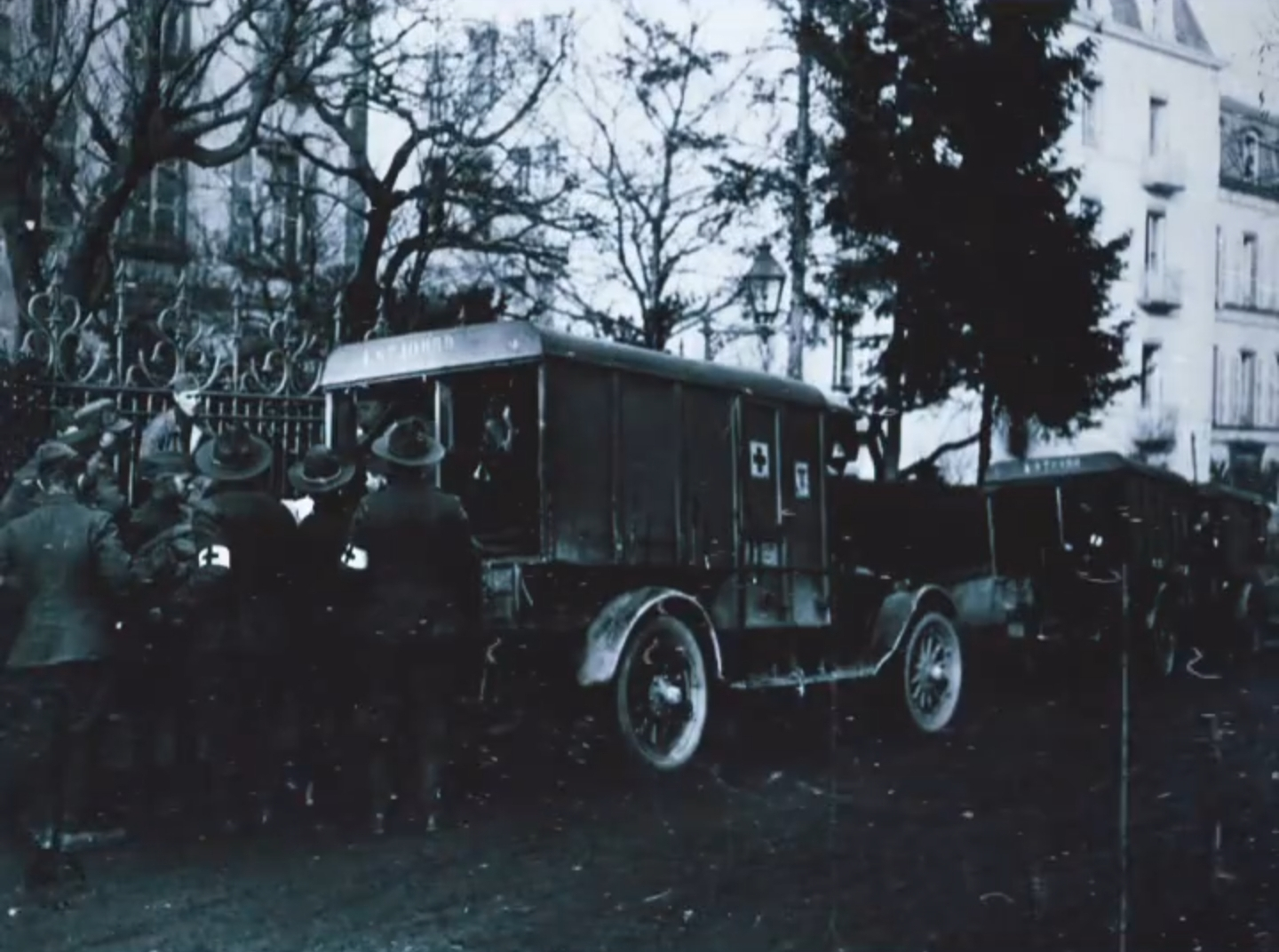
Soldats américains devant l'hôtel Victoria de Royat.
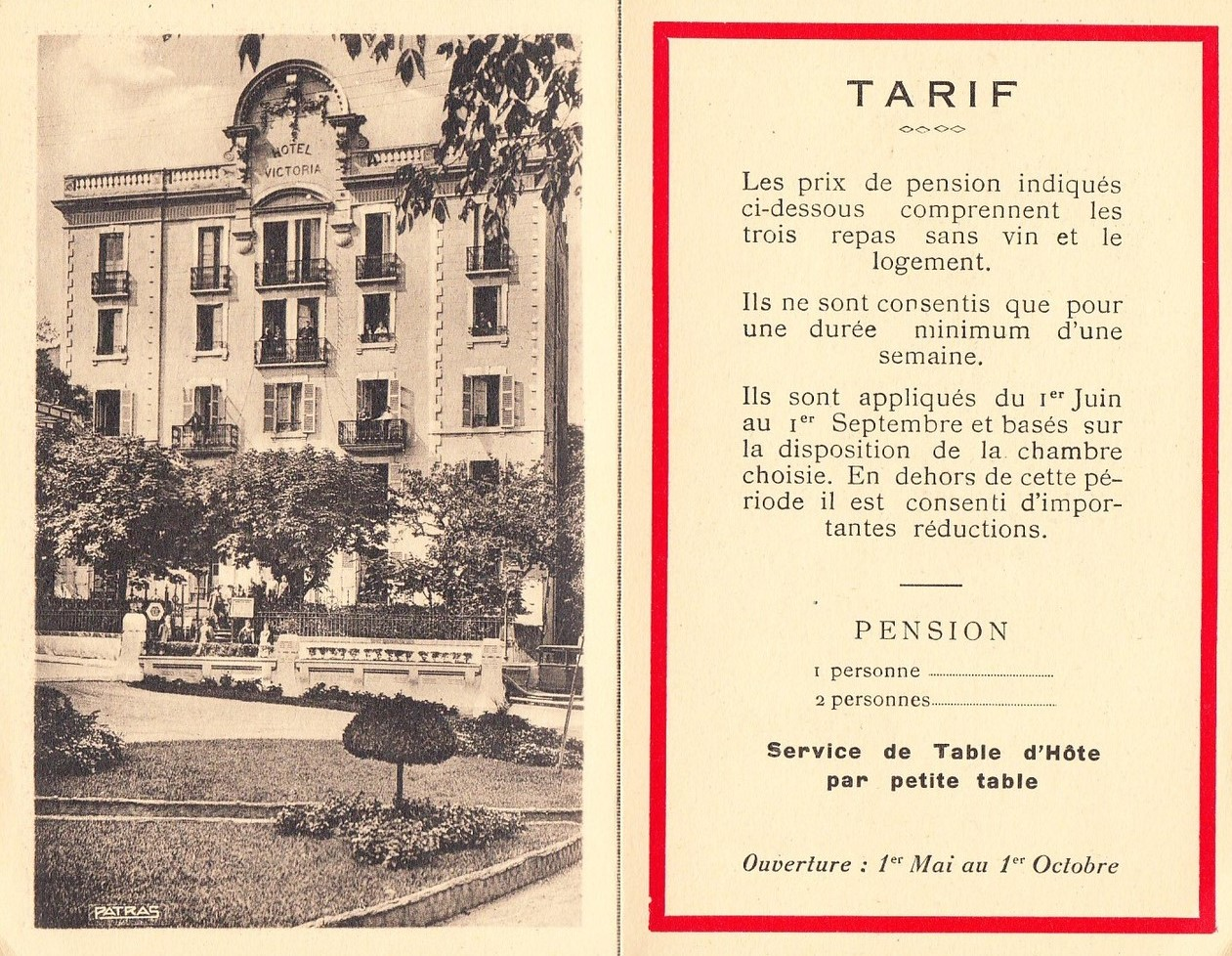
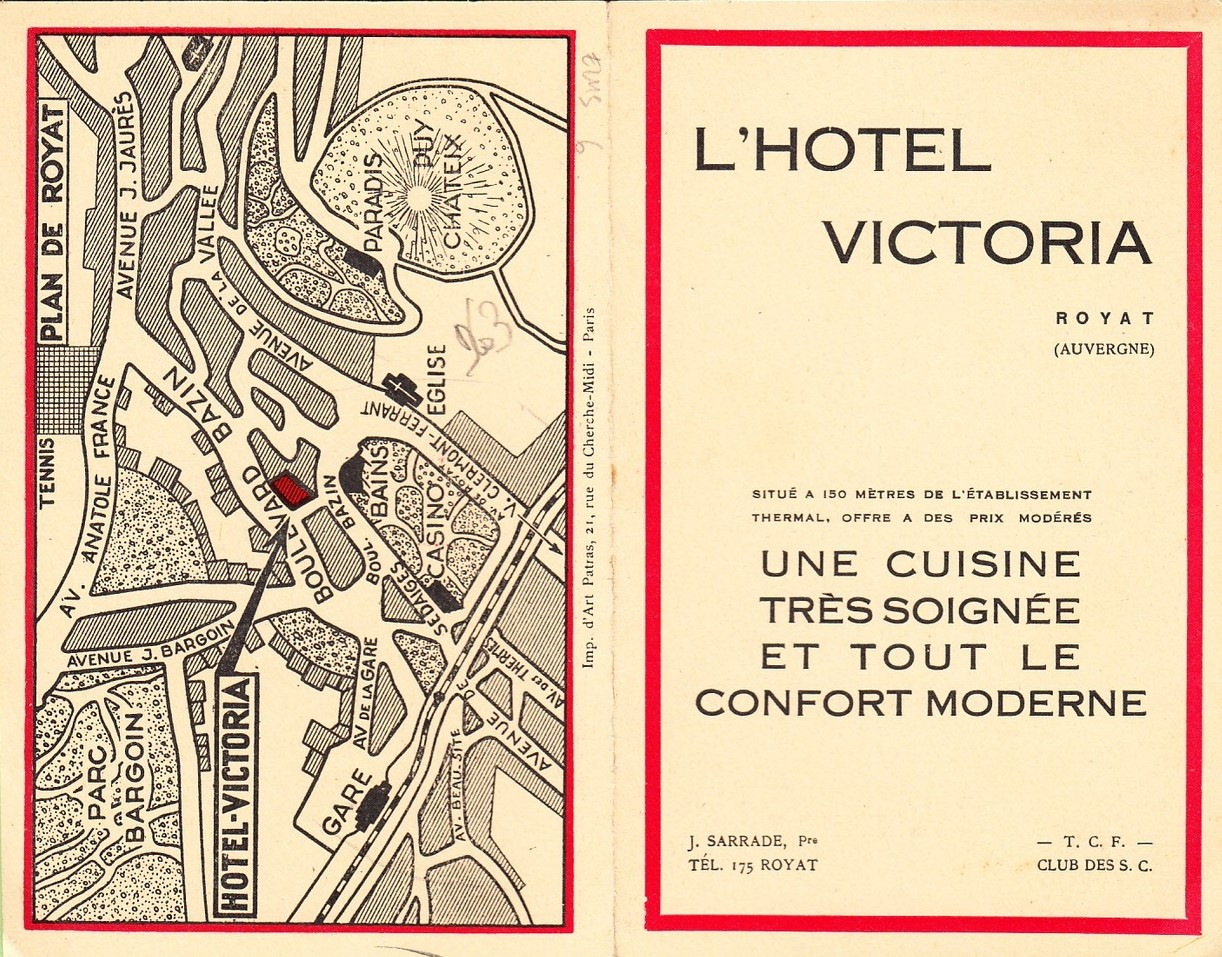
Fascicule publicitaire de l'Hôtel Victoria de Royat, figurant le nom du nouveau propriétaire Jean Sarrade.
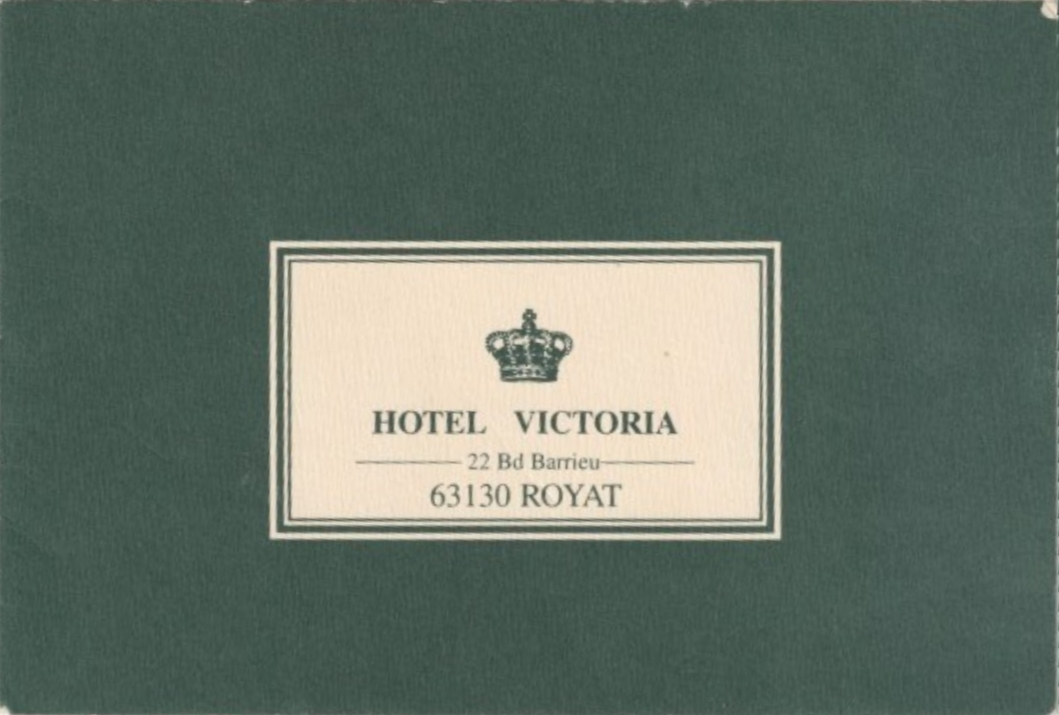
Dernier modèle de carte de visite utilisé pour l'hôtel Victoria.
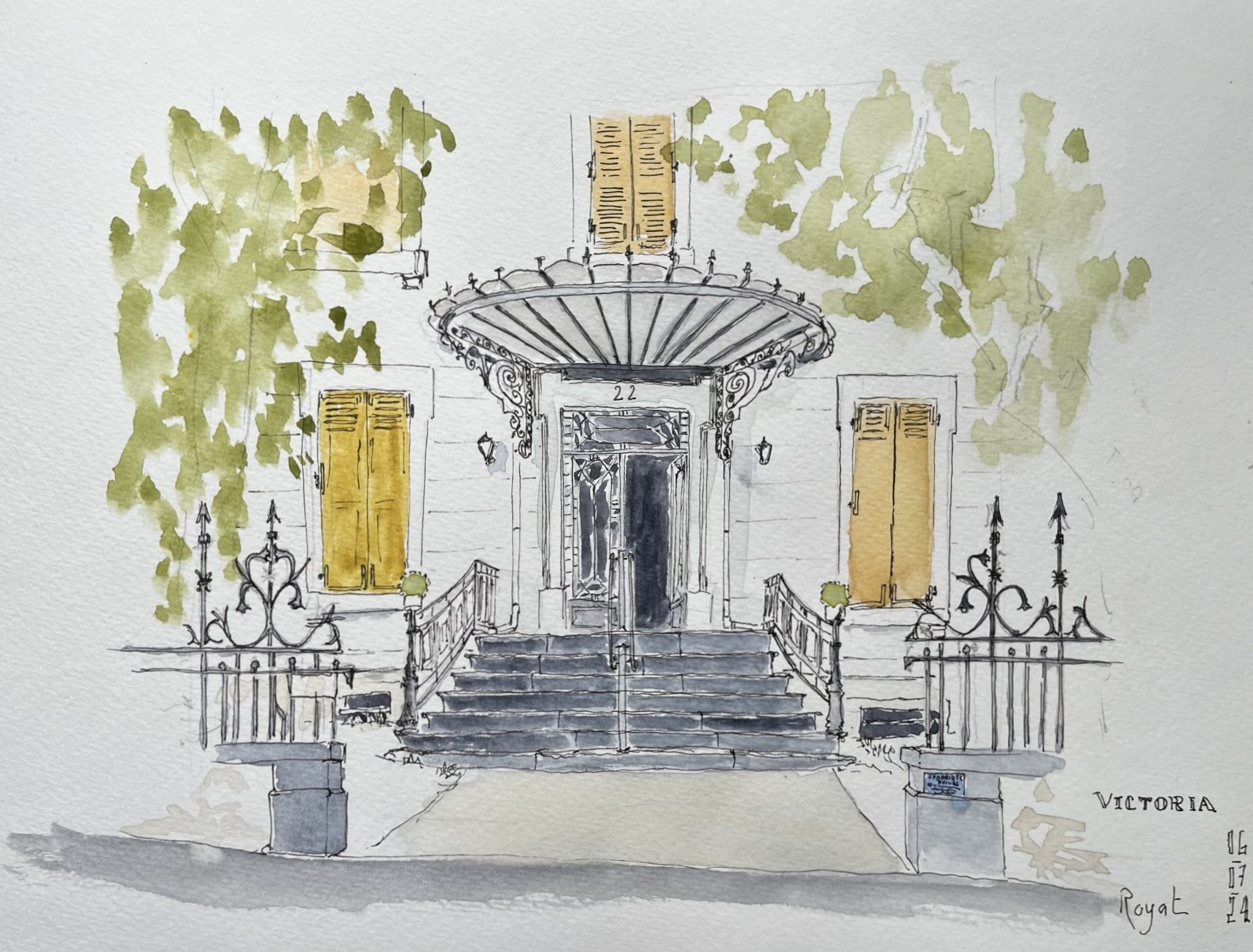
Aquarelle de l'hôtel Victoria réalisée par le dessinateur amateur Aurelio Da Silva en juillet 2024.